# Лыжная мазь
Лы́жные ма́зи — группа химических веществ, используемых для улучшения скольжения лыж по снегу, либо для уменьшения отдачи (то есть нежелательного проскальзывания лыж назад). При передвижении на лыжах используется их способность скользить по снегу, и, следовательно, попытки улучшить скольжение не прекращаются.
Один из самых простых методов — подбивание лыж звериными шкурами. Помимо улучшенного скольжения вперёд («по шерсти»), шкуры ограничивают ненужное скольжение назад («против шерсти»). Такой метод применяли охотники, но широкого распространения он не получил из-за дороговизны; к тому же шкуры довольно быстро изнашиваются от трения о снег.
Другой метод — нанесение на лыжи смазок из природных материалов — сала и воск.
Помимо нанесения мазей для повышения скольжения, деревянные лыжи пропитывают специальной смолой. Просмоленные деревянные лыжи не промокают (не разбухают) при катании в тёплые дни, и снег к ним меньше прилипает.
Правильно изготовленные деревянные лыжи имеют несколько меньшую отдачу из-за «распушения» волокон древесины, но с созданием пластиковых лыж проблема обострилась, потому что пластик хорошо скользит в любом направлении. Вследствие этого возникла задача создания мази, которая не только улучшает скольжение лыж вперёд, но и препятствует скольжению их назад. До сих пор задача эта не решена полностью.
Лыжные мази, таким образом, подразделяются на две группы:
- смазка скольжения;
- смазка держания.

## Мази скольжения
Термин «мази скольжения» устарел и относится к эпохе деревянных лыж, сейчас более подходящим является термин «смазки скольжения». 
Для лыж классического хода смазками скольжения покрываются только передняя и задняя части, а колодка (под креплением) лыжи покрывается смазкой держания. Лыжи для конькового хода покрываются смазкой скольжения по всей скользящей поверхности.
Смазки скольжения бывают разных видов. В основном это алканы: парафины и микрокристаллины с температурами плавления 80-160 °С. Часто для улучшения тех или иных свойств добавляют мелкодисперсный графит (для предотвращения накопления статического заряда), оксиды железа, сульфид молибдена (IV), а в профессиональном спорте используются еще и фтористые добавки (улучшают водоотталкивающие свойства).  
Смазки производятся в твердом состоянии, в виде жидкости (в растворителе), пасты, спреи, гели. Твёрдые наносятся наплавлением при помощи утюга, после чего циклей удаляются излишки. Жидкости, пасты и аэрозоли наносят тонким слоем, затем полируют. Однако с развитием жидких смазок, некоторые из них также рекомендуют наносить наплавлением, для увеличения срока службы. 
Также стоит отметить, что смазки скольжения могут нанести вред здоровью. В настоящее время ведутся споры о влиянии смазок скольжения, особенно фторированных, на здоровье смазчика (к запрету мазей со фтором Международный союз биатлонистов (IBU) и Международная федерация лыжных видов спорта (FIS) готовились с 2019 года и в итоге с 2023 его ввели). 
В любом случае, производители рекомендуют наносить смазки в специальном помещении с мощной вытяжкой и пользоваться респиратором. Также не рекомендуется в помещении, где производится смазка лыж, курить, готовить и принимать пищу и разводить открытый огонь. Все смазки, особенно фторированные, крайне не рекомендуется нагревать свыше 300 °С.

## Мази держания
Держащие мази служат для уменьшения отдачи. Она наносится на центральную часть (колодку) лыжи.
Держащие мази бывают двух видов:
- твердые (в баночках);
- жидкие или клистер (в тубах).

Держащая мазь должна удовлетворять одному требованию — она должна позволить толкнуться. При толчке под колодкой создается дополнительное давление на снег, и кристаллы снега входят в слой держащей мази, лыжа «прилипает» к снегу, что позволяет толкнуться. После толчка кристаллы должны выйти из мази, что позволит лыже скользить. Когда лыжник скользит на одной лыже, то давление под колодкой также присутствует, но при этом мазь должна позволять скользить на одной лыже и «тормозить» только в момент толчка.
Некоторые проблемы возникающие при определенных погодных условиях:
- Подлип. При переходных температурах (около 0 градусов) и при свежем, особенно при падающем снеге, снег будет прилипать к мази и превращаться в толстый снежный ком под колодкой.
- Обледенение (подмерзание) мази. При отрицательных температурах (чаще при переходных от −2 до 0 °C, но случается и при −25 °C) может начаться «обледенение» мази — кристаллы снега вместо того, чтобы полностью выходить из слоя мази после толчка, начинают обламываться, оставляя кончики в мази, и на её поверхности появляется ледяная корка. Чаще это связано с тем, что мазь мягче (теплее) чем нужно. Также это может произойти когда лыжи еще теплее окружающего воздуха.
- Торможение. Состояние снега в лыжне и вне её может быть разным, поэтому мазь, которая позволяла нормально катить в лыжне, при выходе из неё может сильно тормозить. Также можно почувствовать разницу в держании и скольжении при катании на солнечных участках и в тени, например, в лесу.

В настоящее время для комфортного катания на пластиковых лыжах необходимо уметь правильно выбрать лыжную мазь или мази, а также правильно их нанести на лыжи. Каждая лыжная мазь применима при определённой температуре, а неправильно нанесённая — быстро сотрётся об снег или даже замедлит передвижение. В профессиональном спорте применяются специальные многоступенчатые технологии нанесения мазей, сами лыжные мази также представляют собой довольно дорогой продукт длительных изысканий.